# Ravensara pauciflora
Ravensara pauciflora là loài thực vật có hoa trong họ Nguyệt quế. Loài này được (Baker) Kosterm. miêu tả khoa học đầu tiên năm 1939.